# Fenazina
Fenazina (C12H8N2 ou C6H4N2C6H4), também chamado azofenileno, dibenzo-p-diazina, dibenzopirazina, e acridizina, e uma dibenzo pirazina anulada e a "substância mãe" de muitos corantes, tais como as eurodinas, vermelho de toluileno, indulinas e safraninas. 

## Síntese orgânica
Um clássico método para a síntese de fenazina é a reação de nitrobenzeno e anilina na reação de Wohl-Aue (1901). Outros métodos são conhecidos.
- Fenazeno pode ser obtido pela destilação do sal de bário do azobenzoato
- por passar vapor de anilina sobre óxido de chumbo
- ou por oxidação de dihidrofenazina, a qual é preparada pelo aquecimento de pirocatequina com o-fenilenodiamina.
- É também formada quando orto-aminodifenilamina é destilada sobre peróxido de chumbo.

Fenazina cristaliza-se em agulhas amarelas as quais fundem-se a 174-177 °C, e são somente levement solúveis em álcool etílico. Ácido sulfúrico a dissolve, formando uma solução de cor vermelho profundo.